# おもな近代西洋絵画一覧
おもな近代西洋絵画一覧では、近代以降の西洋の巨匠の代表的な絵画の一覧を挙げる。

## 古典主義
- ドミニク・アングル - グランド・オダリスク（1814）

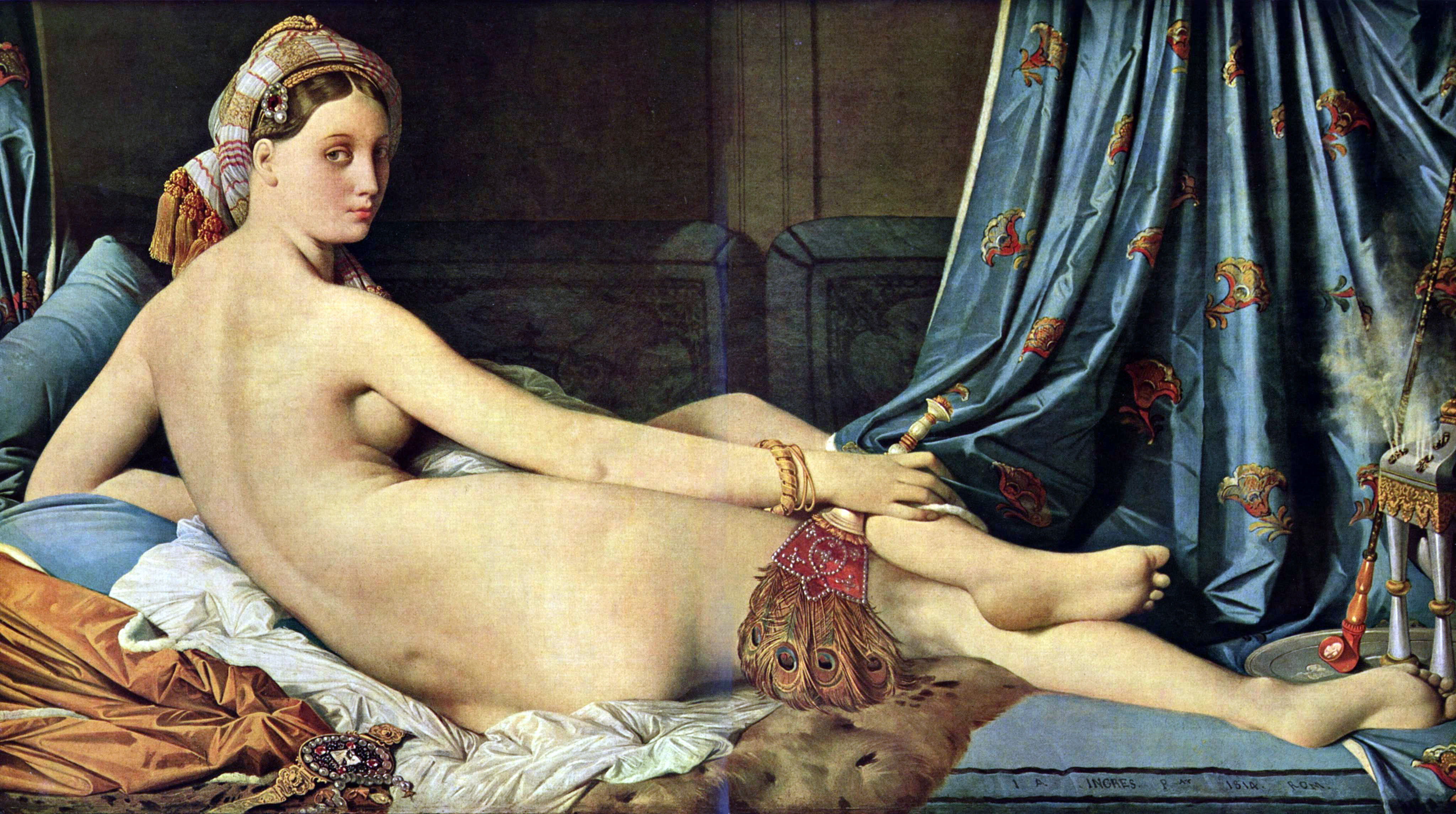
グランド・オダリスク　1814

## ロマン主義
- ウジェーヌ・ドラクロワ - 民衆を導く自由の女神（1830）

民衆を導く自由の女神　1830

## バルビゾン派
- ジャン＝フランソワ・ミレー
- ジャン＝バティスト・カミーユ・コロー

## 写実主義
- ギュスターヴ・クールベ

## ラファエル前派
- ダンテ・ゲイブリエル・ロセッティ

## 印象派
- エドゥアール・マネ - 草上の昼食　（1863）

草上の昼食　1863

- クロード・モネ - 印象・日の出（1872）
- ピエール＝オーギュスト・ルノワール - ムーラン・ド・ラ・ギャレットの舞踏会（1876）

ムーラン・ド・ラ・ギャレットの舞踏会

## 新印象派
- ジョルジュ・スーラ - グランドジャット島の日曜日の午後（1884-86)

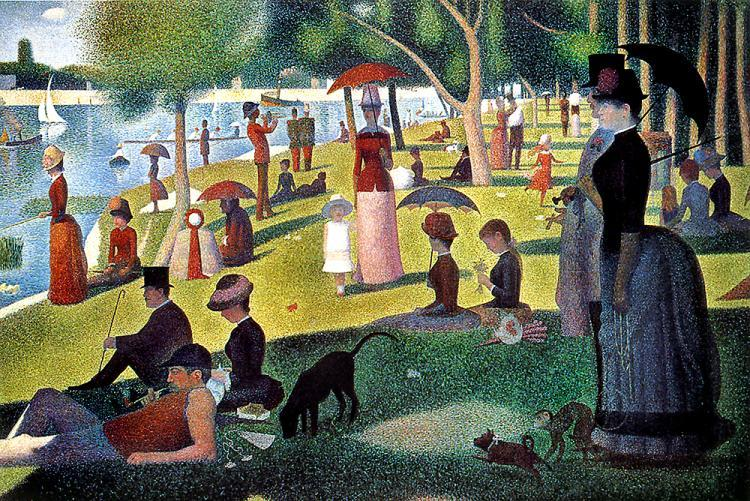
グランド・ジャット島の日曜日の午後1884-86

## 後期印象派
- ポール・セザンヌ - サントビクトワール山（連作）

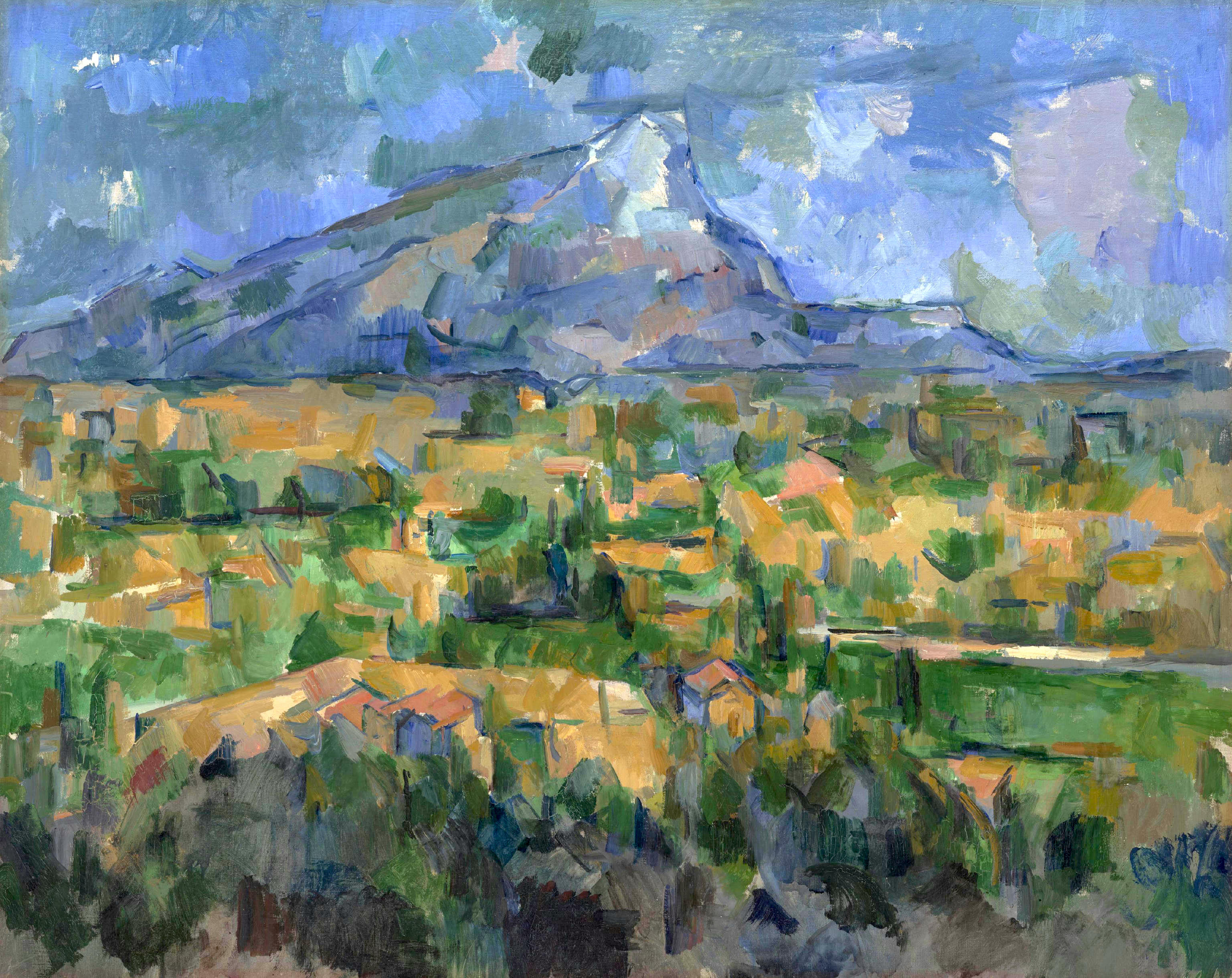
サント・ヴィクトワール山 1904

- フィンセント・ファン・ゴッホ
- ポール・ゴーギャン

## ナビ派
- ピエール・ボナール
- モーリス・ドニ

## 象徴主義
- ギュスターヴ・モロー
- オディロン・ルドン

## アール・ヌーヴォー
- アルフォンス・ミュシャ

## ウィーン分離派
- グスタフ・クリムト

## フォービズム
- アンリ・マティス

## キュービズム
- パブロ・ピカソ - アビニヨンの娘たち（1907）
- ジョルジュ・ブラック

## オルフィスム
- ロベール・ドローネー

## ピュトー派
- フアン・グリス

## チュビスム
- フェルナン・レジェ

## 青騎士
- ワシリー・カンディンスキー

## エコール・ド・パリ
- マルク・シャガール
- マリー・ローランサン

## 形而上主義
- ジョルジョ・デ・キリコ

## 超現実主義
- サルバドール・ダリ
- ルネ・マグリット

## シュプレマティスム
- カジミール・マレーヴィチ

## レイヨニスム
- ミハイル・ラリオーノフ

## デ・スティル
- ピエト・モンドリアン

## 抽象表現主義
- ジャクソン・ポロック

## ヌーヴォー・レアリスム
- イヴ・クライン

## ポップアート
- アンディ・ウォーホル

## オプアート
- ヴァザルリ